# Lac du Salagou
Le lac du Salagou est le lac de retenue du barrage du Salagou. Il est situé au centre du département de l'Hérault, sur la rivière Salagou, affluent de la rivière Lergue qui se jette dans l'Hérault. Il atteint une profondeur d'environ 50 mètres.
Le niveau de l'eau est à 139 m d'altitude. Le projet initial d'atteindre la cote 150 a été progressivement abandonné, ce qui a remis en cause l'évacuation de Celles, notamment. La surface du plan d'eau est d'environ 750 hectares, tandis que le volume du réservoir est de 102 millions de m3. Le lac est dominé par des monts et des plateaux culminant à 300 m à l'est, jusqu'à 407 m pour le Carels à l'ouest et 535 m pour le mont Liausson au Sud. Ce dernier sépare le lac du Salagou du cirque dolomitique de Mourèze.

## Histoire

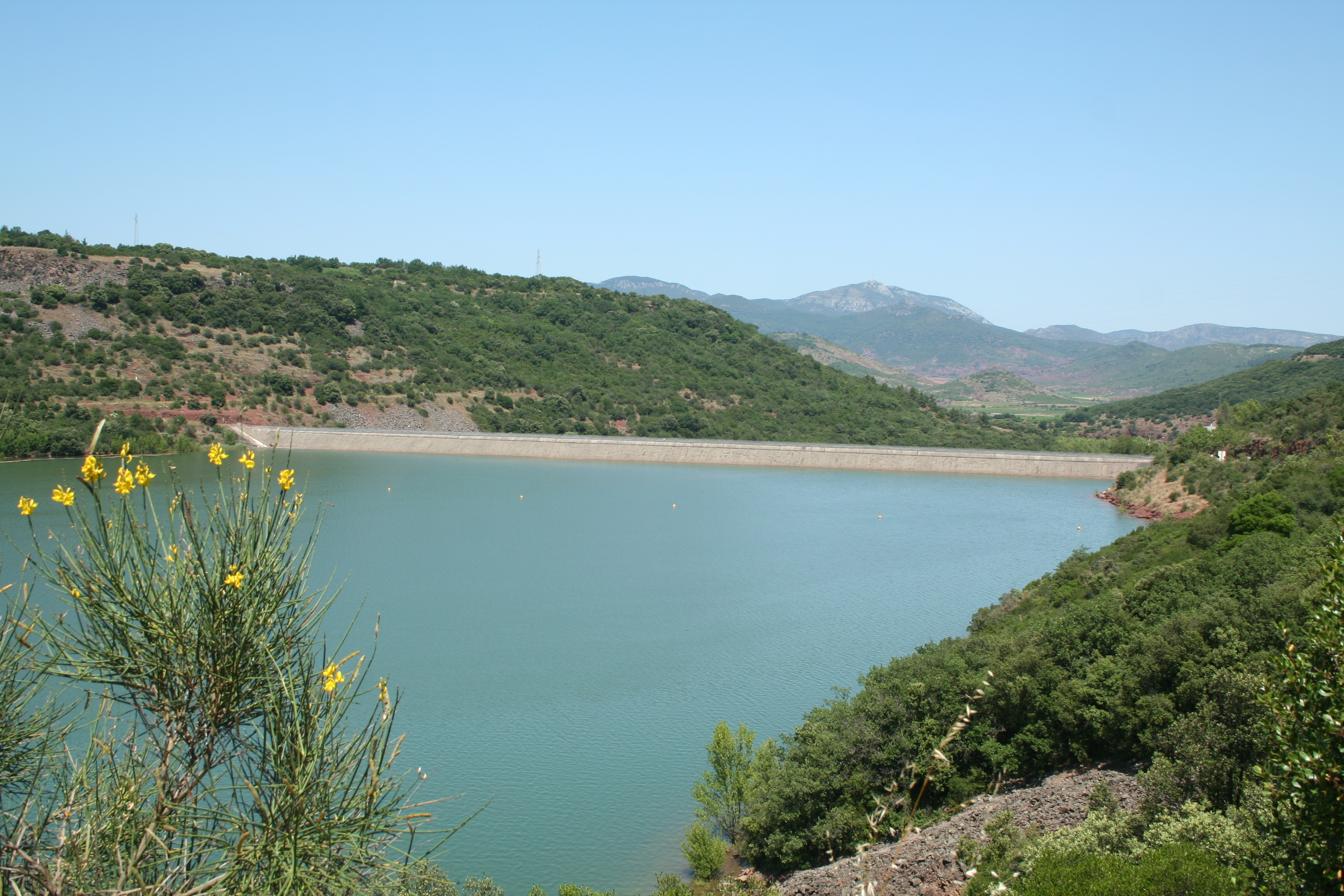
Le barrage du lac du Salagou.

Le projet de barrage fut lancé dans les années 1950, dans le but de créer une réserve d'eau qui favoriserait la diversification des cultures grâce au développement de la production fruitière, la viticulture devenant surproductrice. Secondairement, le barrage avait pour but de régulariser les crues de l'Hérault. Les travaux débutèrent en 1964 pour se prolonger jusqu'au début de 1969. Le lac a noyé une partie des communes de Clermont-l'Hérault à l'est, Liausson au sud, Octon à l'ouest, et Celles au nord, ainsi qu'un tronçon de l'ancienne route nationale 9.
Alors qu'on pouvait penser, en 1968, qu'il faudrait des années pour que la cuvette de l'Escandorgue se remplisse, un seul très gros orage la combla à moitié en mars 1969. D'autres précipitations remplirent presque totalement la cuvette en quelques mois contrairement aux prévisions.
Le lac du Salagou sert aussi aux Canadairs de la Sécurité Civile pour se ravitailler en eau.

## Aspect touristique

Vue panoramique du lac du Salagou.

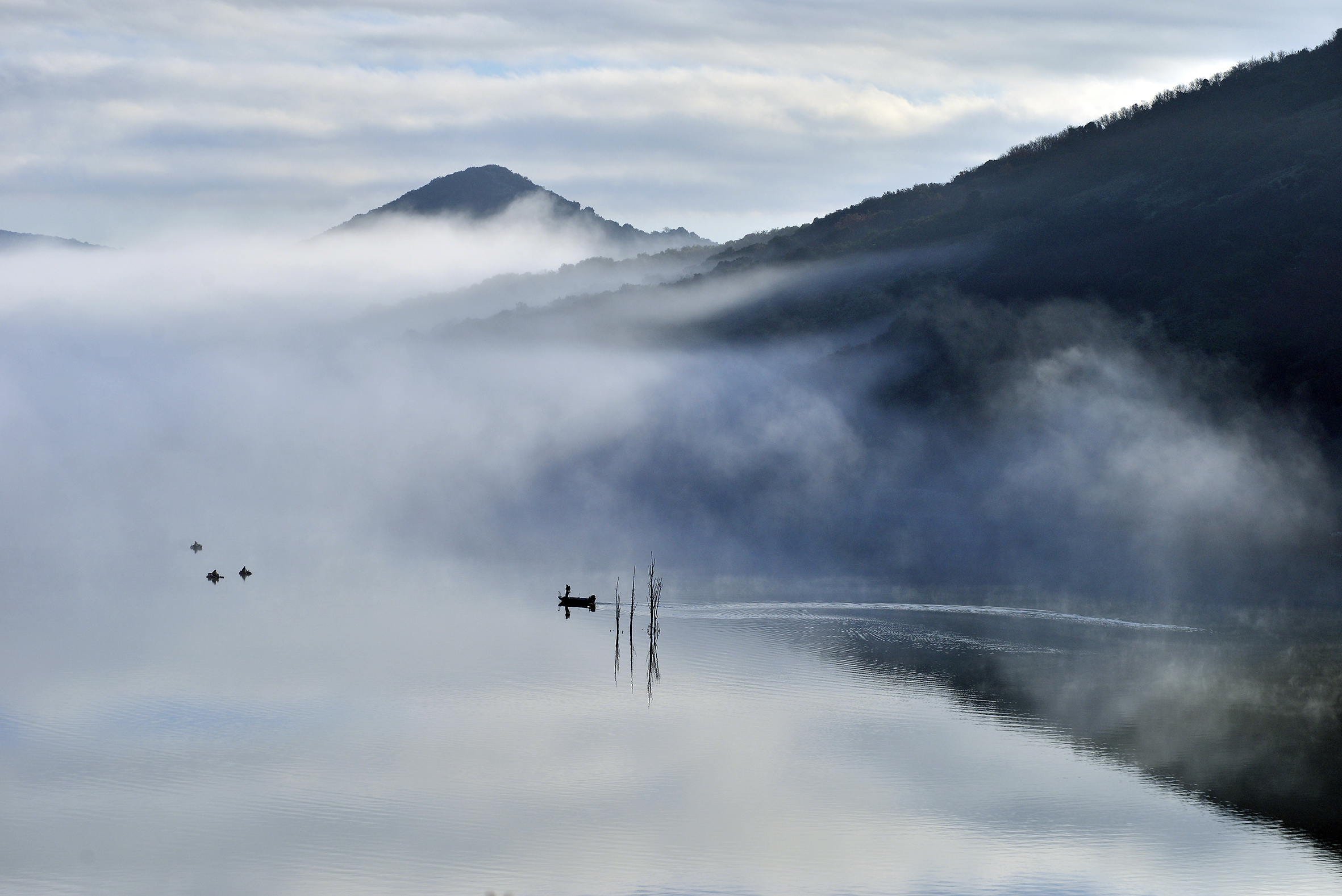
Lac du Salagou.

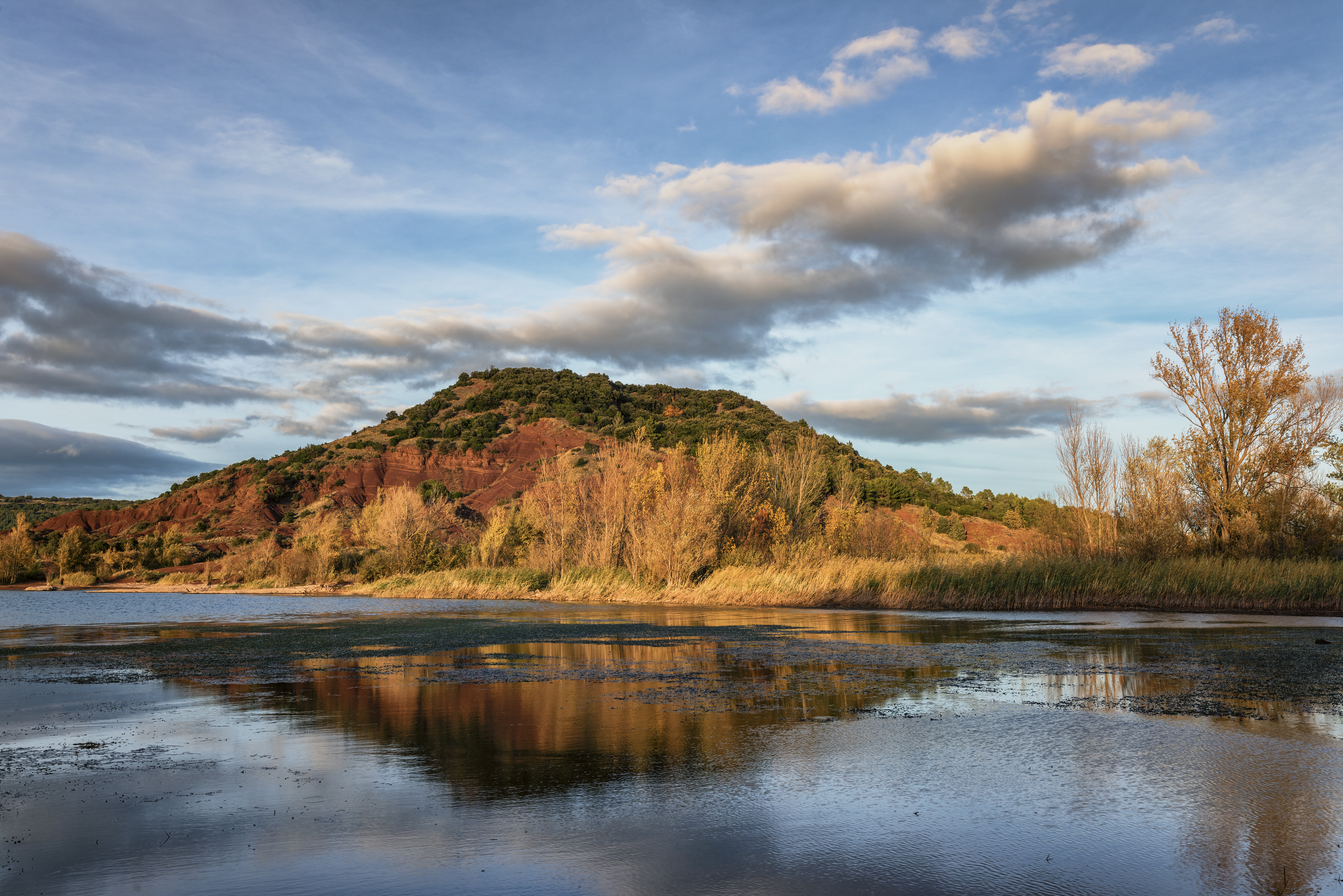
La presqu'île de Rouens du lac de Salagou depuis la commune de Liausson. Octobre 2020.

Le lac est un site touristique facilement accessible depuis les trois plus grandes villes héraultaises (Montpellier, Béziers, Sète) mais également grâce à sa proximité avec l'Autoroute A 75.
Les domaines d'intérêt relevés sont :
- la géologie ;
- la baignade, les sports nautiques comme la planche à voile avec présence de deux bases nautiques ;
- les randonnées pédestres (dont le hameau des Vailhés, les ruines de Pradines, la presqu’île de Rouens, le mont Liausson et le cirque de Mourèze) et les randonnées à VTT, notamment le tour du lac[4];
- la pêche (présence remarquable de carnassiers).

Ceci étant, il existe fort peu d’informations sur place à destination du public (absence par exemple d'une signalétique d'accueil minimum) ce qui, en plus de ses caractéristiques rocheuses, confère indéniablement au site un caractère assez sauvage.

## Géologie

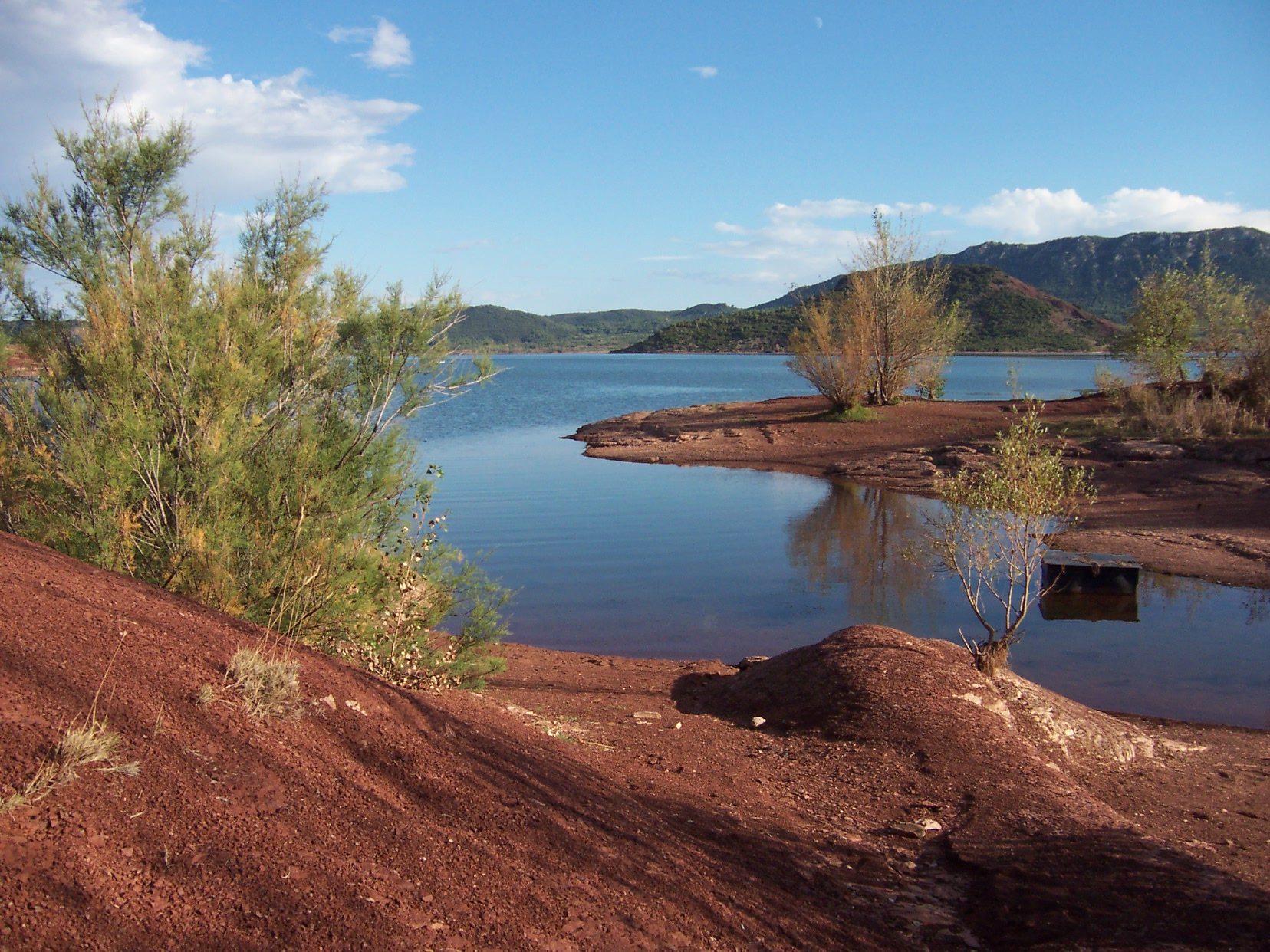
La ruffe, roche rouge du lac du Salagou.

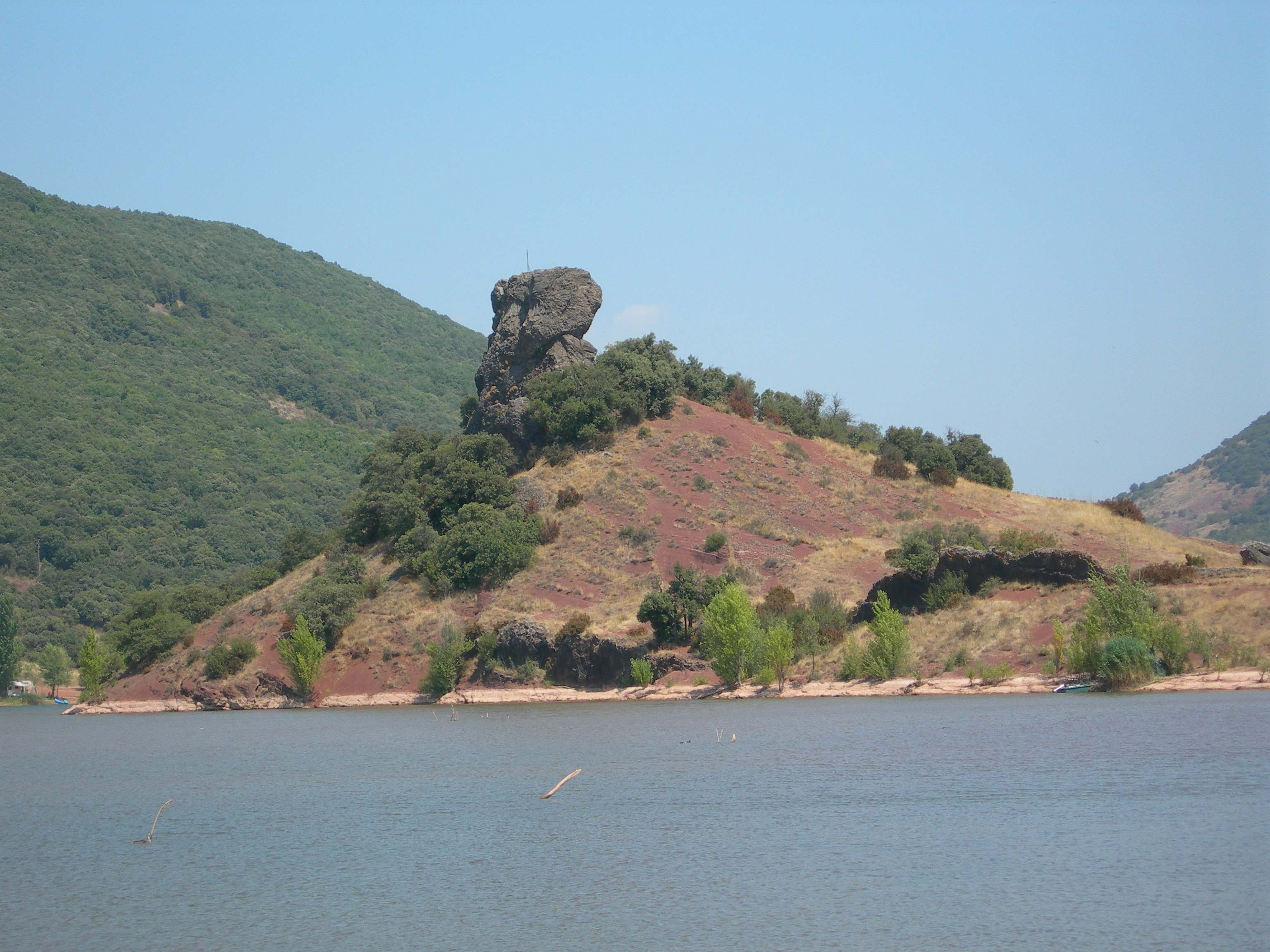
Cheminée basaltique.

L'emplacement du lac a été décidé en raison de l'imperméabilité du sous-sol, propice à maintenir le niveau d'eau.

### Contexte paléoclimatologique des terrains du Salagou au permien
Le sous-sol est constitué d'une roche rouge appelée la « ruffe ». Il s'agit d'une forme d'argilite, une combinaison de sédiments argileux et d'oxydes de fer. Ces roches sédimentaires datent du Permien (-298 à -252 millions d'années),.
Au Permien, les terrains du Salagou se trouvent à peu près au milieu du supercontinent de la Pangée. Il y règne un climat tropical. Avec l'érosion de la chaîne hercynienne, les torrents des montagnes viennent répandre leurs alluvions sur la vaste plaine du Salagou constellée de lacs ou de marécages. Ces alluvions ruffe forment des grès rouges ou blancs.
Les grès rouges proviennent de dépôts sédimentaires formés sous un climat sec à aride. Les grès blancs proviennent des mêmes sédiments mais déposés en milieu d'eau douce calme. Les grès rouges et blancs alternent vers la Lieude (ancien lit fluviatile ou estuaire au Permien) et vers Mérifons (ancien lac au Permien), et sont totalement rouges vers le Puech, Octon (zones désertiques au Permien). Ce sont les traces de saisons ou de périodes humides (grès blancs) et de saisons ou périodes arides (grès rouges).

### Les volcans
On trouve des coulées et cheminées basaltiques, témoins d'intenses activités volcaniques anciennes (1,5 à 2,5 millions d'années).

### La Lieude

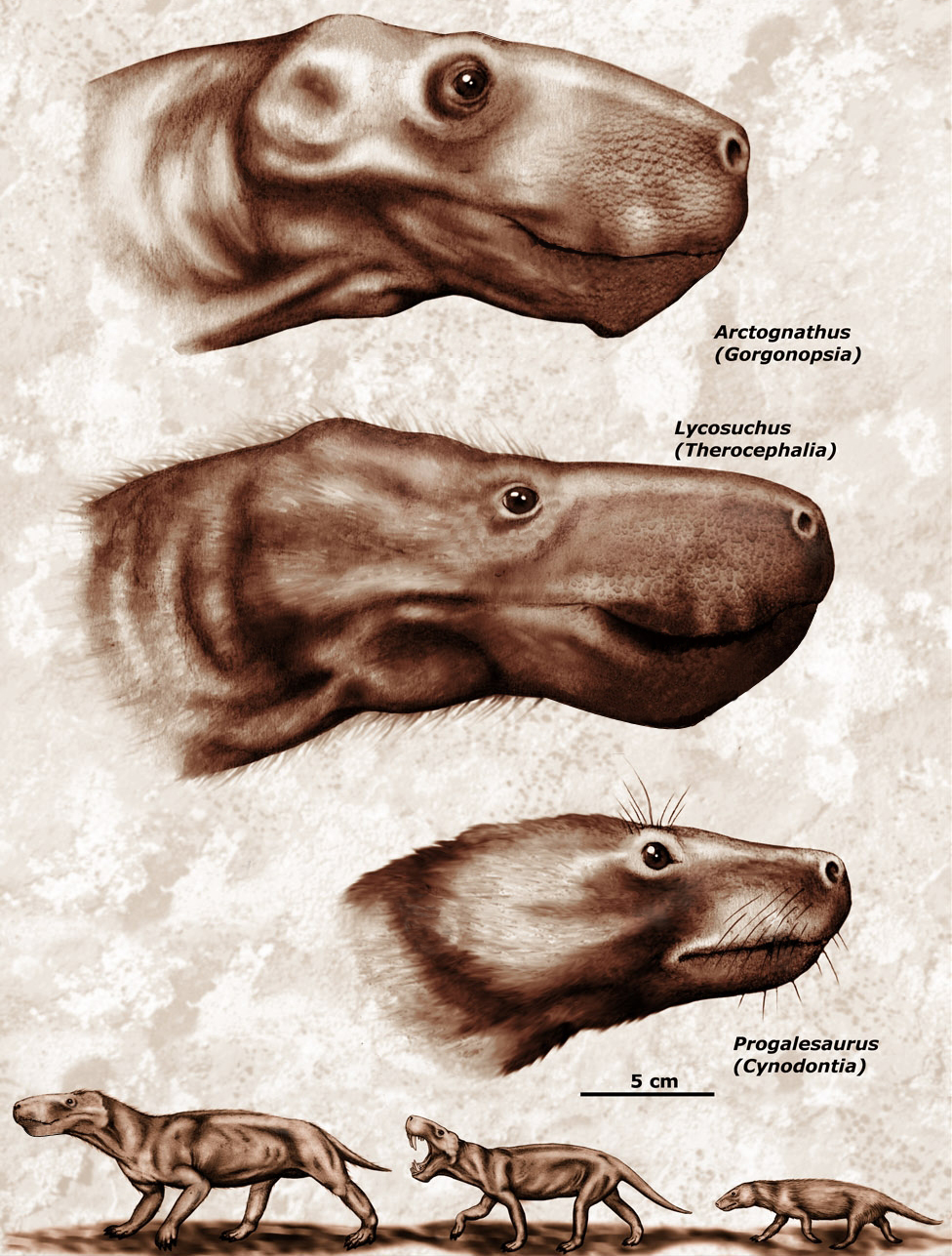
Thériodontes.

On peut observer des empreintes fossiles de thérapsides (gorgonopsiens, cynodontes) des pelycosauriens (Casea ou dimétrodon) au lieu-dit la Lieude.
Au total cinq types d'empreintes différentes (18 pistes et 951 empreintes unitaires) sont visibles sur la dalle de la Lieude. Ces traces ont à peu près 260 millions d'années (fin du Permien moyen ou Permien supérieur).
Les grandes familles des reptiles mammaliens pelycosauriens et thérapsides sont relativement bien représentées dans le Lodévois.

### Paléoflore du Permien au Salagou
Des fossiles de plantes datant du Permien ont été aussi trouvés dans la région de Lodève. Des callipteris (fougères à graines), du groupe des ptéridospermes, et des calamites (prèles géantes), du groupe des sphénophytes, associés à des zones humides, ainsi que des lébachias (conifères) du groupe des gymnospermes, associés à des zones arides, composaient la flore du Salagou au Permien.
Ces fossiles sont visibles au musée Fleury de Lodève.

### Ruffe du Salagou et chaîne hercynienne
On peut voir sur les ruffes du Salagou un basculement, allant de 10 à 20 degrés, des couches sédimentaires, orienté nord-sud. Le basculement du bassin Permien est lié à l'extension tardiorogénique (orogène tardif) qui a affecté la chaîne hercynienne (*) au cours de son effondrement gravitaire, de la fin du Carbonifère jusqu'au Permien moyen.
(*) Chaîne hercynienne : Le Caroux, la Montagne Noire, les Cévennes, sont le socle ou « la racine », de ce qui reste de cette ancienne chaîne de montagne. Comme le sont aussi le Massif central, les monts d'Arrée en Bretagne, les Laurentides (Canada) ou les Appalaches (États-Unis).

## Cinéma

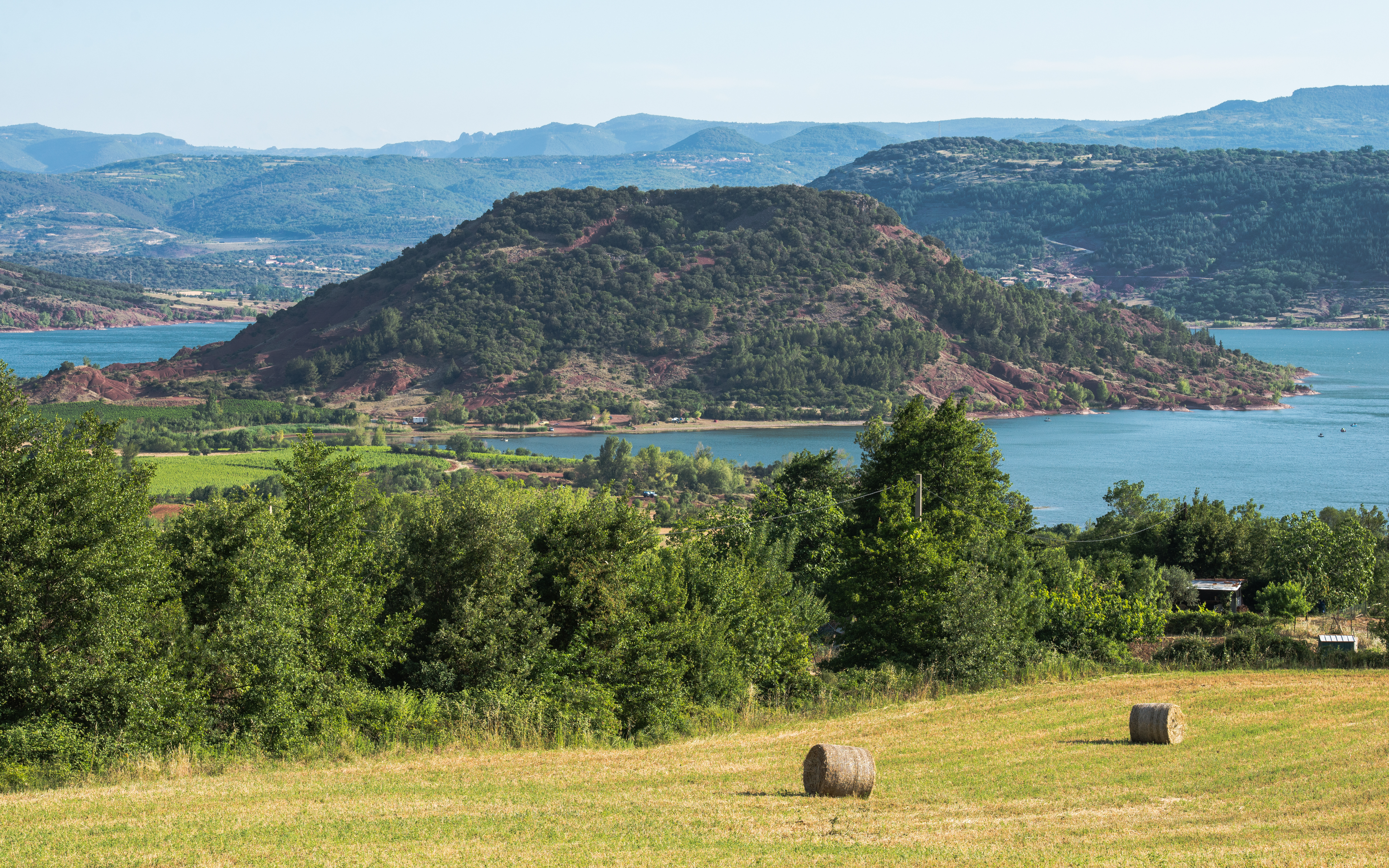
La presqu'île du Rouens.

- La scène du pique-nique dans Deux hommes dans la ville de José Giovanni a été tournée sur les bords du lac en 1973 ;
- Les alentours du lac sont utilisés pour le tournage de Calmos réalisé par Bertrand Blier en 1976 ;
- Zone Rouge réalisé par Robert Enrico, sorti le 9 avril 1986, avec Sabine Azéma et Richard Anconina a été, pour parties, tourné à Celles (scènes du village incendié) et Octon (scènes de la visite chez le docteur et dans le bar) ;
- Des scènes de Fucking Fernand film de Gérard Mordillat sorti en 1987 avec Marie Laforêt, Thierry Lhermitte et Jean Yanne : combat de Jean Yanne avec un crocodile dans le lac, attaque d'un panzer (tank allemand) par un avion de chasse ;
- Des scènes du film Narco de Tristan Aurouet et Gilles Lellouche y sont tournées en 2003 ;
- Des scènes du film RRRrrrr!!! de Alain Chabat y sont aussi tournées en 2004. La totalité du film est d'ailleurs tournée dans un rayon de 50 km (Hérault et Aveyron) ;
- Des scènes du film Toutes nos envies de Philippe Lioret ont été tournées au lac du Salagou en 2010 ;
- Des scènes du film Qui m'aime me suive ! de José Alcala y ont été tournées (en 2018?) ;
- Une partie de l'épisode 9 de la saison 7 (2019) de la série policière Candice Renoir, intitulé Bon sang ne saurait mentir, est tournée devant la chapelle Notre-Dame de Clans qui domine le lac.

- Le film Les complices (2023) de Cécilia Rouaud y est tourné en partie.

### Vidéographie
- [vidéo] « vidéo subaquatique », sur YouTube
- [vidéo] « vidéo subaquatique de nuit », sur YouTube